# UNIMOG

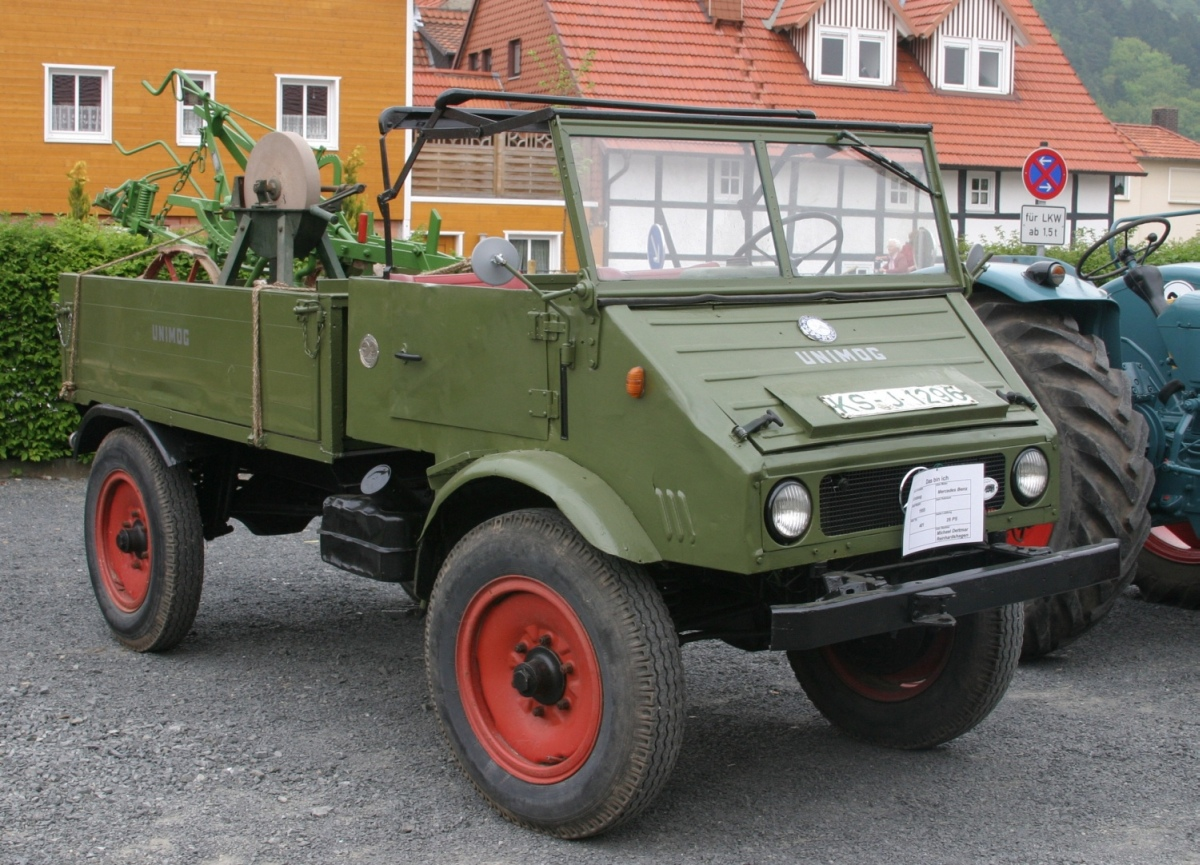
UNIMOG

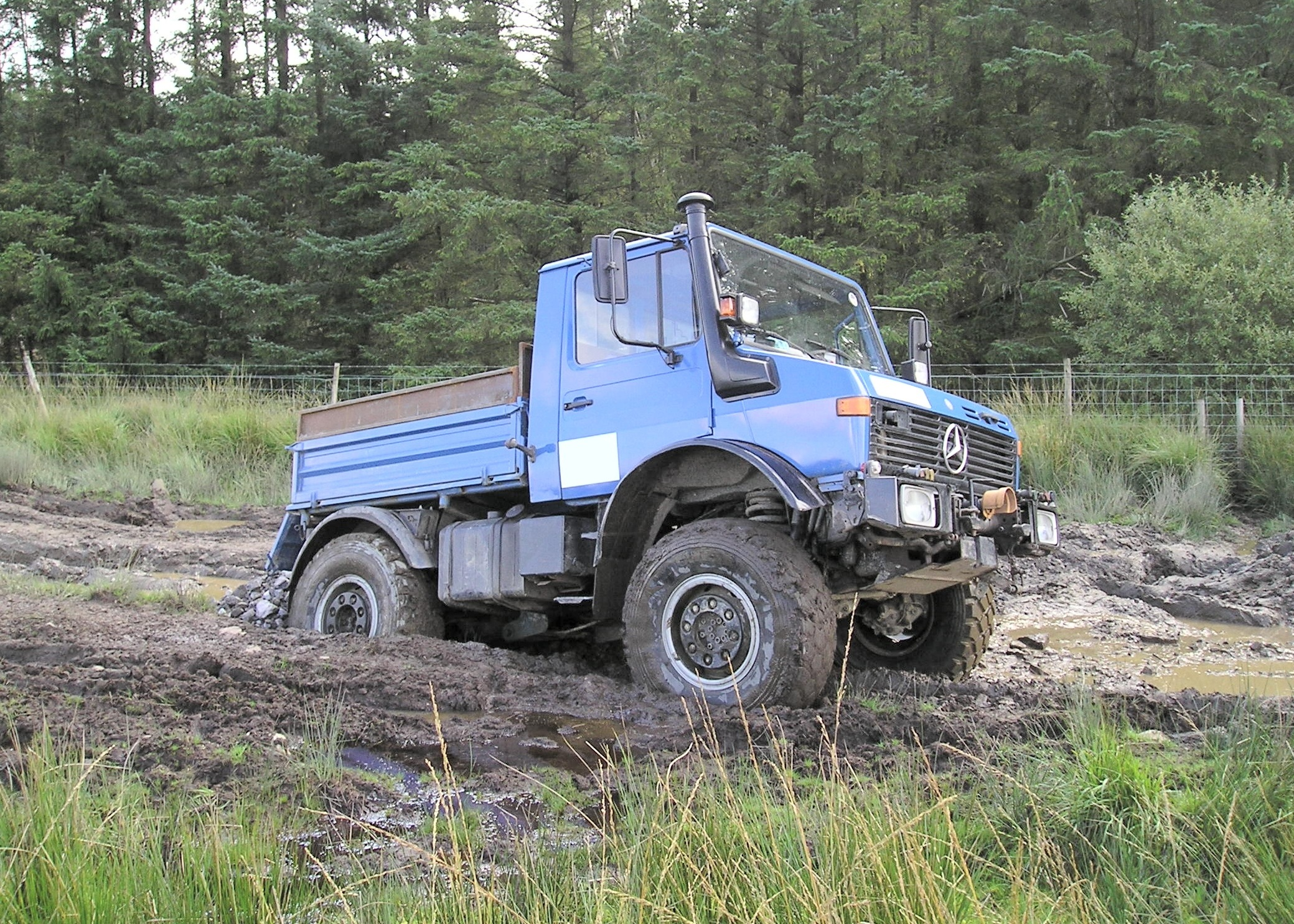
UNIMOG U1600,de Mercedes-Benz

UNIMOG este o companie deținută de Mercedes-Benz, care produce autoutilitare.